# 海因里希·沃格特
海因里希·沃格特（德語：Heinrich Vogt，1890年10月5日—1968年1月23日）是一名德國天文學家。

## 早年生活
沃格特於1890年10月5日出生在德國萊因蘭-法爾茲高-阿爾格斯海姆，父親菲利浦·沃格特（Philipp Vogt）是一位農夫。

## 教育
1911年，沃格特從美因茨的高中畢業後，進入海德堡大學學習天文、數學和物理，並拜馬克斯·沃爾夫為師。他的學業因第一次世界大戰而中斷，但他仍繼續他的科學生涯，並於1919年以論文「關於大陵五型變星的理論」取得博士學位。1921年，他完成了「h和χ Persei星群的光度研究和亮度測量」的特許任教資格。

## 職業生涯
1926年，沃格特被任命為海德堡大學的副教授以及海德堡國家天文台的首席觀測員。1929年，他被耶拿大學任命為正教授，並擔任耶拿天文台台長。
1931年，他成為納粹黨員，並晉升為政治領袖和納粹黨在大學的聯絡人。1933年，他成為納粹黨准軍事部門衝鋒隊的成員，並晉升為親衛隊上級突擊隊領袖。
沃格特於1933年接替馬克斯·沃爾夫成為海德堡大學的正教授。1933年至1945年間，他擔任海德堡國家天文台台長。
1945年，他被解除天文台台長的職務，但仍保留教授的職位，直到1957年退休。他增加了教學活動，並開始撰寫關於天文學和宇宙學的通俗書籍。
沃格特和亨利·諾利斯·羅素獨立發現了沃格特-羅素定理。
1912年12月9日，沃格特發現了小行星735，並以他的母親的名字命名。天文學家卡爾·威廉·賴因穆特在1937年發現的小行星1439以沃格特的名字命名。

## 個人生活
沃格特與瑪格麗特·布勞恩（Margarete Braun）結婚，育有一子一女。